# Toppform
Toppform var ett TV-program i Sveriges Television med inriktning på hälsa, friskvård och träning. Programledare var Blossom Tainton Lindquist och Sara Begner. Upplägget var att ett antal personer skulle få hjälp att ändra sin livsstil, och deras försök följdes genom ett antal program. Programmet sändes först 2003. 2008 återkom programmet med ändrat fokus, då inriktat på skolan och en skolklass hälsa och träning.
Toppform producerades av SVT Norrköping och visades på SVT2.